# Demografia de Belo Horizonte

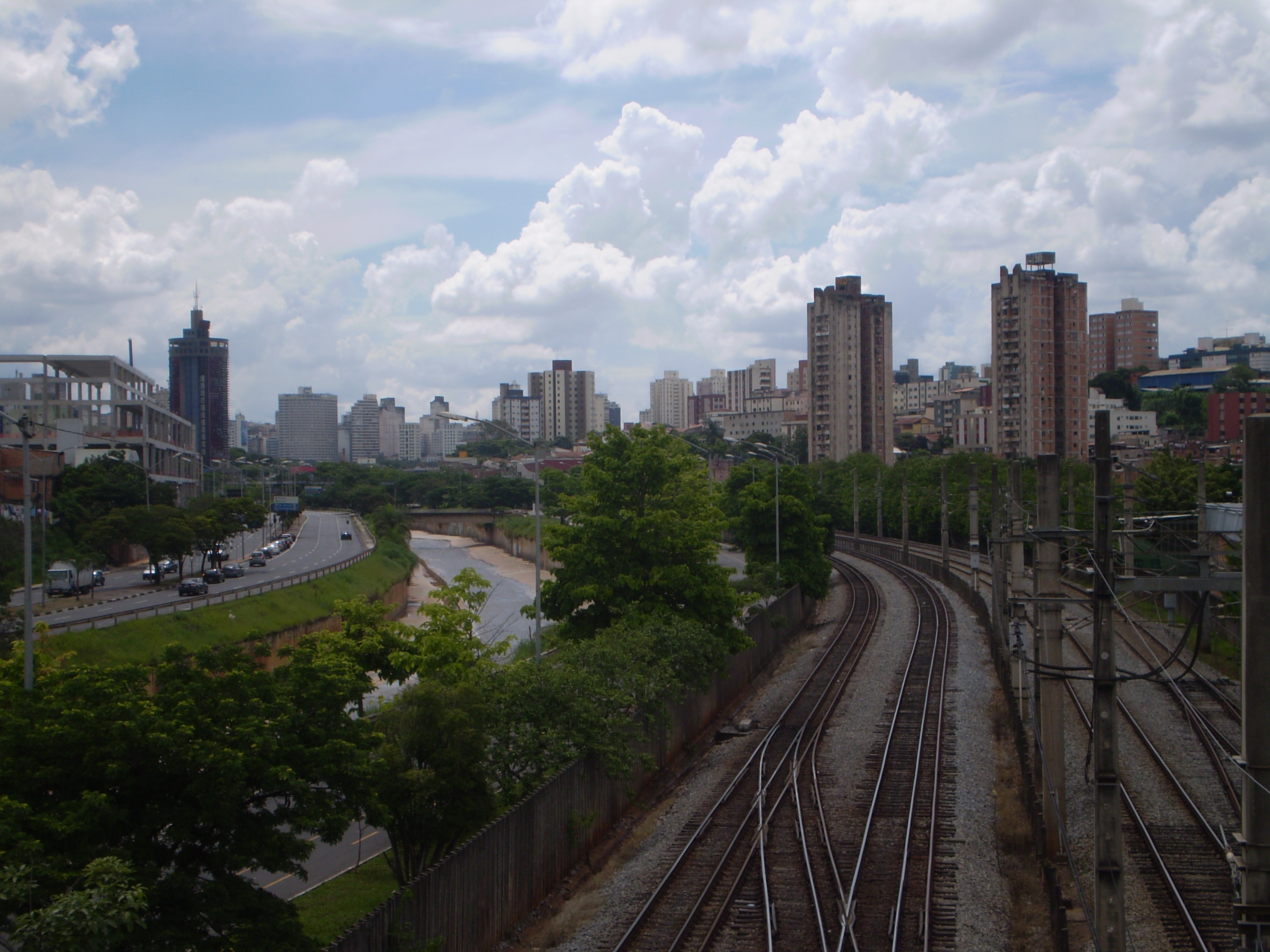
Vista do bairro Santa Tereza, um dos mais tradicionais da cidade.

A demografia de Belo Horizonte é um domínio de estudos e conhecimentos sobre as características demográficas do município brasileiro de Belo Horizonte, capital do estado de Minas Gerais. 
Belo Horizonte atualmente é o sexto município mais populoso do Brasil com 2 375 444 habitantes, atrás de São Paulo, Rio de Janeiro, Salvador, Fortaleza e, mais recentemente, Brasília. Isso não se deve à área do município, mas à saturação das áreas disponíveis, o que tem incentivado fortemente a verticalização das construções no município e a especulação imobiliária nas cidades da região metropolitana mais próximas da capital como Nova Lima, Santa Luzia e Contagem, entre outras. Entretanto, a Região Metropolitana de Belo Horizonte, composta por 34 municípios e uma população estimada em 5.397.438 habitantes, é a terceira maior aglomeração urbana do Brasil, atrás apenas de São Paulo e Rio de Janeiro. A região metropolitana da cidade é o 62º maior aglomerado urbano do mundo e o sétimo da América Latina (atrás da Cidade do México, São Paulo, Rio de Janeiro, Buenos Aires, Bogotá e Lima).

## Etnias

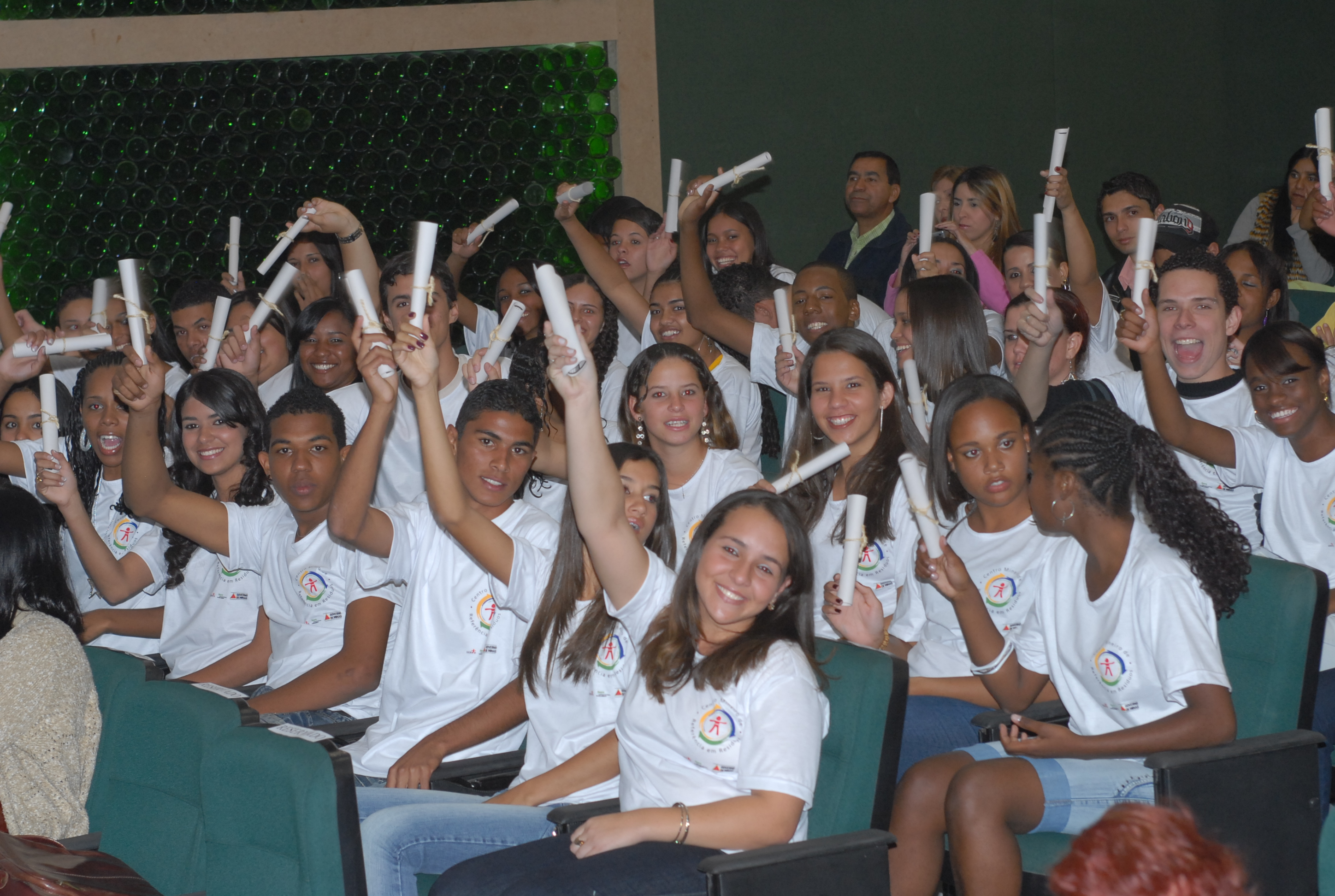
A população belo-horizontina é marcada pela miscigenação étnica. Na imagem, um grupo de estudantes de escolas públicas da cidade.

Belo Horizonte é uma cidade multirracial, fruto de intensa migração. O seu povoamento foi efetuado de forma gradual principalmente por migrantes atraídos do interior mineiro, além de outras regiões de outros estados e imigrantes oriundos de várias partes da Europa. Vieram brancos, negros e mestiços de diversas origens, o que contribuiu para o equilíbrio entre o número de pessoas brancas, pardas e negras. Segundo o censo de 2000 do IBGE, em pesquisa de autodeclaração, a população de Belo Horizonte é composta por brancos (53,57%), pardos (37,24%), negros (8,04%), indígenas (0,34%) e amarelos (0,19%).

## Estudo genético
Um estudo genético realizado com pessoas de Belo Horizonte revelou que a ancestralidade dos belo-horizontinos é: 66% europeia, 32% africana e apenas 2% indígena. O estudou condiz com o passado de ocupação do estado de Minas Gerais e de sua capital. Minas Gerais foi povoada sobretudo no século XVIII, quando houve uma grande imigração portuguesa para a região. Neste século chegaram ao Brasil aproximadamente 600 mil portugueses, a esmagadora maioria deles se fixou na região mineradora. No mesmo período houve um enorme fluxo de escravos de origem africana para as minas, advindos de Angola ou trazidos da Bahia, estes sendo originários de outra região africana, a denominada Costa da Mina. Também houve afluxo de pessoas de outras regiões do Brasil, portanto já miscigenadas entre brancos, negros e índios. Os indígenas de Minas Gerais foram massacrados durante a colonização, e isso explica porque atualmente os belo-horizontinos possuem tão baixa ancestralidade indígena. Houve portanto grande miscigenação entre portugueses e africanos, com o predomínio dos primeiros.
Belo Horizonte foi povoada por migrantes oriundos do interior de Minas. O grande afluxo de colonos portugueses no século XVIII formou o grupo mais importante na formação da população mineira, inclusive do belo-horizontino, seguido pela contribuição do escravo africano que foi também bastante grande. No século XIX houve movimentos migratórios de alemães para Minas Gerais, mas sobretudo de italianos, que eram numerosos em Belo Horizonte. O Anuário Estatístico do Brasil de 1908-1912 aponta que a população belo-horizontina em 1900 era de 13.472 pessoas, e em 1912 de 38.822 pessoas, sendo que 34.450 brasileiros e 4.372 estrangeiros (Anuário Estatístico de Minas Gerais 1921, 1925). O recenseamento de 1920 conta 50.703 brasileiros e 4.824 estrangeiros como moradores de Belo Horizonte, a maioria deles italianos.
A população de Belo Horizonte é, portanto, bastante miscigenada, havendo um predomínio de ancestralidade europeia (66%), principalmente de antigos colonos portugueses do século XVIII e em menor medida de imigrantes italianos do final do século XIX. Em seguida vem a contribuição africana (33%), sobretudo do século XVIII quando Minas Gerais tinha a maior população escrava de todo o Brasil. Por último uma mínima contribuição indígena (2%), como dos Maxakalí, Krenak, Aranã e Xacriabá, que na região viviam durante o período colonial e foram exterminados, deixando poucos traços para a população de Belo Horizonte.
Europeus
Um dos primeiros grupos a habitar a cidade foram imigrantes italianos. Em Belo Horizonte, os primeiros italianos chegaram para trabalhar na construção da nova capital, em 1897. Nos arredores do município foram criadas três colônias agrícolas: Barreiros, Carlos Prates e Américo Werneck. Ali foram assentadas famílias italianas, com o intuito de trabalharem na agricultura para abastecer a cidade com alimentos. Com o crescimento da cidade, essas colônias foram engolidas e urbanizadas e muitos italianos passaram a se dedicar à fabricação de tijolos, enquanto outros se tornaram industriais e comerciantes.  Atualmente calcula-se que aproximadamente 30% da população belo-horizontina tenha ascendência italiana. Os imigrantes e seus descendentes contribuíram ativamente para o desenvolvimento da agricultura, da indústria, do comércio e da identidade cultural da cidade, inclusive sendo fundadores do Cruzeiro Esporte Clube, antigo Palestra Itália, um dos maiores times de futebol da América do Sul.
Depois dos italianos, foram os espanhóis o grupo de imigrantes que chegou em maior número em Minas Gerais no final do século XIX. Trabalharam sobretudo nos núcleos coloniais nos arredores de Belo Horizonte. Houve também um contingente substancial de imigrantes portugueses.
Negros
A cidade  conta com uma população afrodescendente desde o início da ocupação da cidade, com a migração dessa população proveniente do interior do estado procurando melhores condições de vida na nova capital.
No bairro Grajaú, região oeste da capital, vive a Comunidade dos Luízes, com aproximadamente 100 pessoas. A sua formação começou com Ana Apolinária Lopes, que viveu com um grande proprietário de terras, com o qual teve nove filhos - todos com sobrenome Luiz. Ana ficou com uma área equivalente a 62 hectares no município de Nova Lima, que posteriormente foi trocada com uma multinacional na região da capital, alvo de especulação imobiliária.
Árabes
A imigração de povos árabes para Minas Gerais se fez notar no início do século XX. Embora chamados de turcos, eram provenientes da Síria e Líbano e, segundo o censo de 1920, 8 684 sírio-libaneses viviam em Minas. Dedicados em sua imensa maioria ao comércio, os árabes chegaram a monopolizar esta atividade em várias cidades do interior de Minas Gerais. Em Belo Horizonte, participaram ativamente no comércio.
Outros brasileiros
A maior parte desse enorme fluxo migratório veio do interior do próprio estado, desde o início da ocupação da área da capital mineira. A maior proporção dessa migração provém dos municípios menores e de regiões rurais da Região Metropolitana de Belo Horizonte e do Vale do Aço.

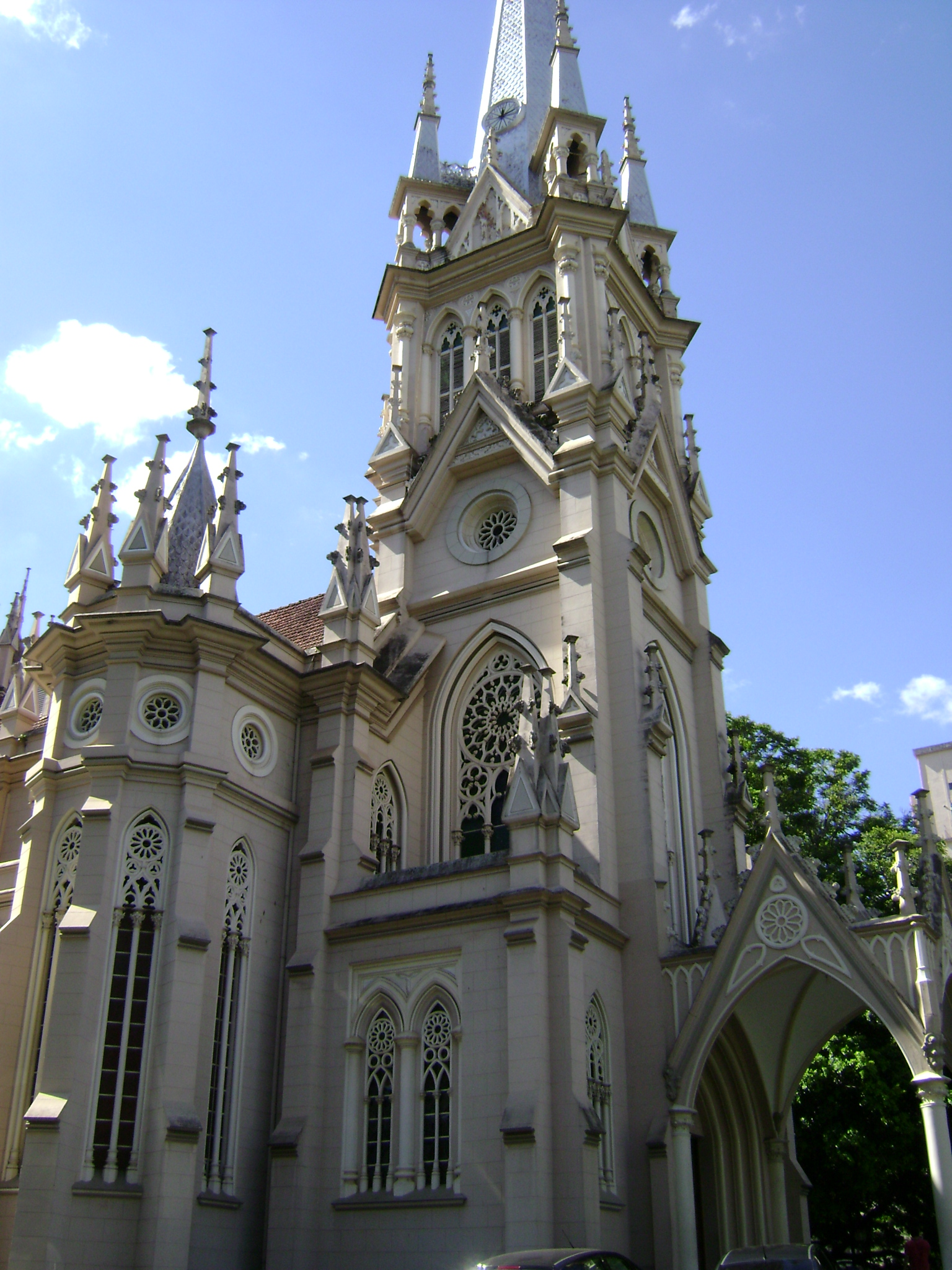
Catedral de Nossa Senhora da Boa Viagem, padroeira da cidade.

## Religião
Tal qual a variedade cultural verificável em Belo Horizonte, são diversas as manifestações religiosas presentes na cidade. De acordo com dados do censo de 2000 realizado pelo Instituto Brasileiro de Geografia e Estatística (IBGE), a população de Belo Horizonte é composta majoritariamente por católicos (68,84%), evangélicos (18,10%), pessoas sem religião (8,04%) e espíritas (2,75%). Há também as Testemunhas de Jeová (0,50%) e os Mórmons (0,25%). Embora tenha se desenvolvido sobre uma matriz social eminentemente cristã, é possível encontrar atualmente na cidade algumas religiões não-cristãs tais como o judaísmo (0,08%), o budismo (0,06%) e o islamismo (0,01%).  Também é considerável o número de praticantes de religiões afro-brasileiras como a umbanda (0,20%) e o candomblé (0,07%).
Igreja Católica Romana
A Igreja Católica inclui o território do município de Belo Horizonte e mais 28 municípios na circunscrição eclesiástica da Arquidiocese de Belo Horizonte. As dioceses sufragâneas da arquidiocese são a Diocese de Divinópolis, a Diocese de Luz, a Diocese de Oliveira e a Diocese de Sete Lagoas. A sé arquiepiscopal está na Catedral da Nossa Senhora da Boa Viagem.

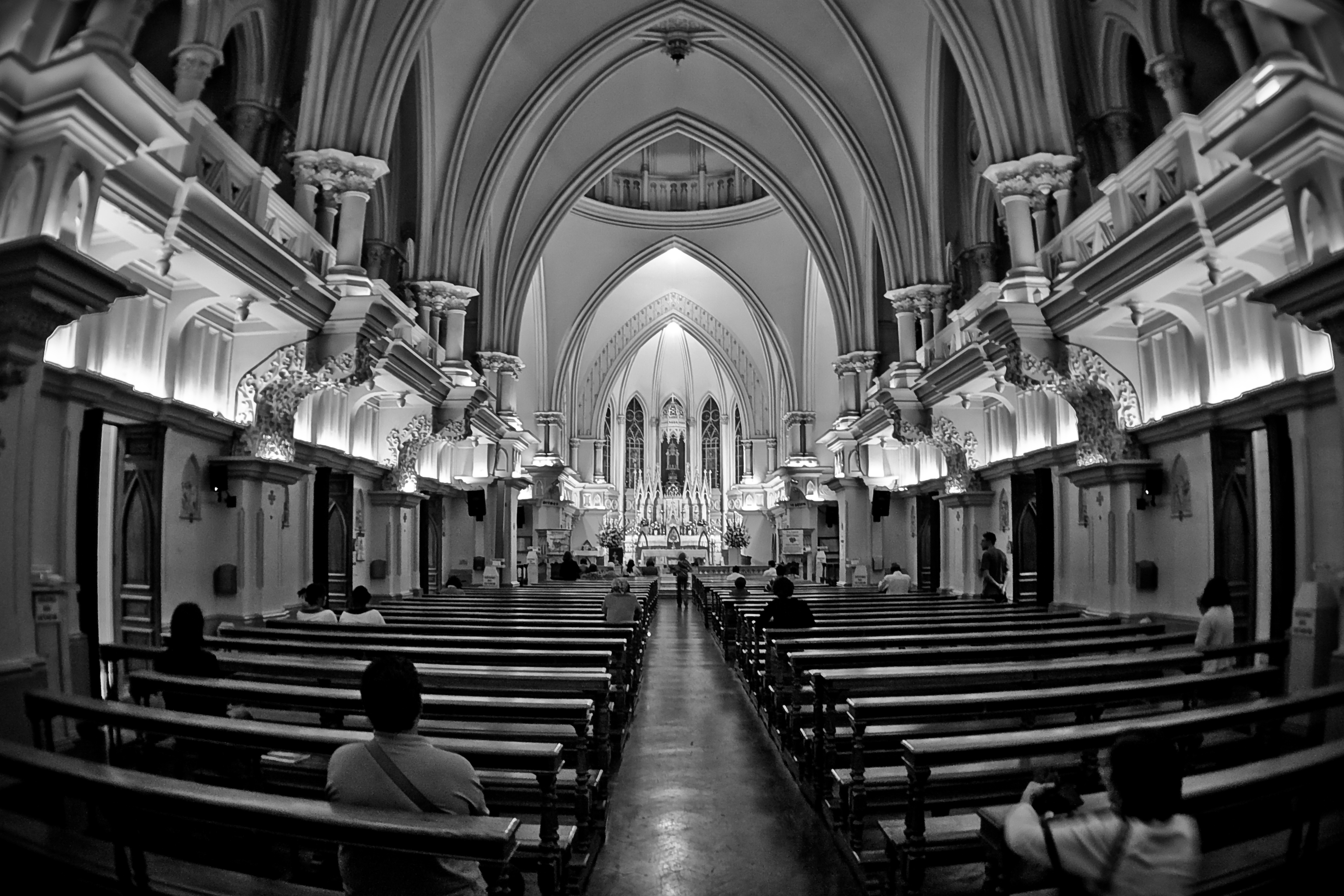
Interior da Catedral de Nossa Senhora da Boa Viagem.

A cidade possui algumas igrejas com grande valor artístico, como a Igreja São Francisco de Assis, na Pampulha. O projeto arquitetônico da igreja é de Oscar Niemeyer e cálculo estrutural de Joaquim Cardoso. Seu interior abriga a Via Sacra, constituída por quatorze painéis de Cândido Portinari, considerada uma de suas obras mais significativas. Os painéis externos são de Cândido Portinari (painel figurativo) e de Paulo Werneck (painel abstrato). Os jardins são assinados por Burle Marx. Alfredo Ceschiatti esculpiu os baixos-relevos em bronze do batistério.
Outros santuários que merecem ser destacados são a Basílica de Nossa Senhora de Lourdes  com seu estilo neogótico, no bairro de Lourdes, a Igreja São José, no hipercentro e a Igreja São Judas Tadeu, no bairro da Graça.
A Igreja Católica reconhece como padroeira da cidade Nossa Senhora da Boa Viagem.
Igrejas Protestantes

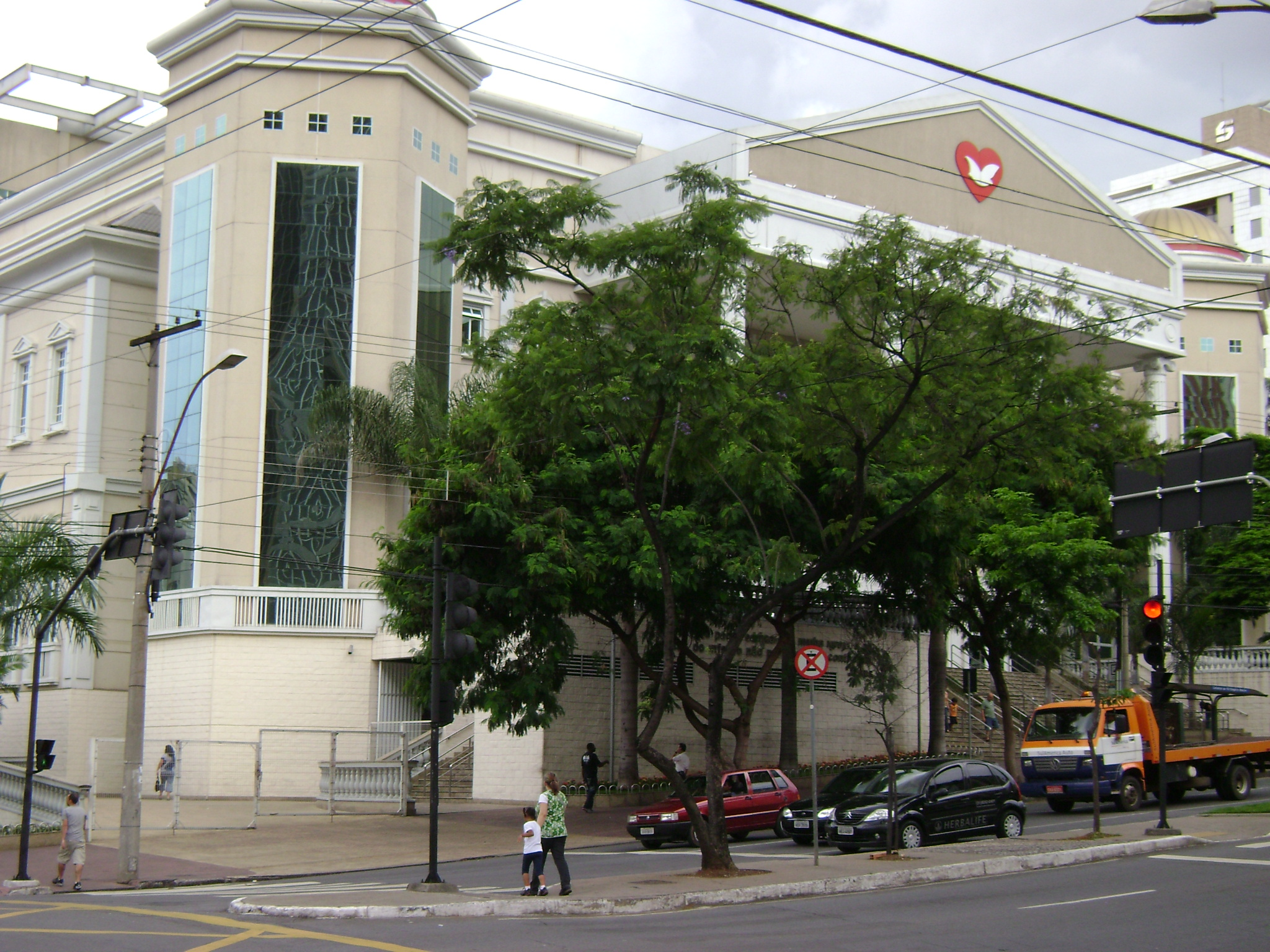
Catedral da IURD.

A cidade possui os mais diversos credos protestantes, incluindo denominações históricas, renovadas e neoevangélicas. Alguns exemplos são a Comunidade Evangélica Sara Nossa Terra, a Igreja Cristã Maranata, Igreja Luterana, a Igreja Presbiteriana, a Igreja Metodista,a Igreja Metodista Wesleyana, a Igreja Episcopal Anglicana, a Igreja Batista, a Congregação Cristã no Brasil, Assembleia de Deus, a Igreja Adventista do Sétimo Dia, a Igreja do Evangelho Quadrangular, a Igreja Universal do Reino de Deus, entre outras.
No Brasil, verificou-se uma aceleração da expansão do número de fiéis das denominações pentecostais na última década do século XX. Contudo, essa expansão já ocorre de modo constante há meio século, com adeptos desde os extratos mais pobres da população às classes médias, incluindo empresários, profissionais liberais, atletas e artistas.